# Lijst van presidenten van Israël
Dit is een lijst van presidenten van Israël. De president van Israël bekleedt een voornamelijk ceremoniële rol in het Israëlische staatsbestel. De bevoegdheden van de president zijn over het algemeen gelijkwaardig aan die van staatshoofden in andere parlementaire democratieën. De president tekent iedere wet (met uitzondering van die welke betrekking hebben op de bevoegdheden van de president) en de internationale of bilaterale verdragen die door de Knesset zijn goedgekeurd. Daarnaast benoemt de president onder meer de president van de centrale bank van Israël, de rechters van de verscheidene rechtbanken, alsmede leden van de Raad op het Hoger Onderwijs, de Nationale Academie van Wetenschappen en de publieke Israëlische staatsomroep. Hij of zij bevestigt ook en onderschrijft de geloofsbrieven van ambassadeurs en ontvangt de geloofsbrieven van de buitenlandse diplomaten. 
De president verleent gratie aan veroordeelden en kent onderscheidingen toe. Hij / zij resideert in Beit Hanassi te Jeruzalem.
Om ervoor te zorgen dat het apolitieke karakter van de functie wordt gewaarborgd, kan/mag de president zijn persoonlijke standpunten ten aanzien van politieke kwesties die het publiek verdelen niet uiten.
De president heeft een leidende rol bij kabinetsformaties, maar is hierbij aan vele regels gebonden. Hij geeft opdracht een regering te vormen aan de politiek leider die het kansrijkst is een meerderheid achter zich te krijgen. Na de aangegeven periode, meestal drie of vier weken, mag hij de opdracht alleen verlengen als er duidelijke voortgang is bereikt.

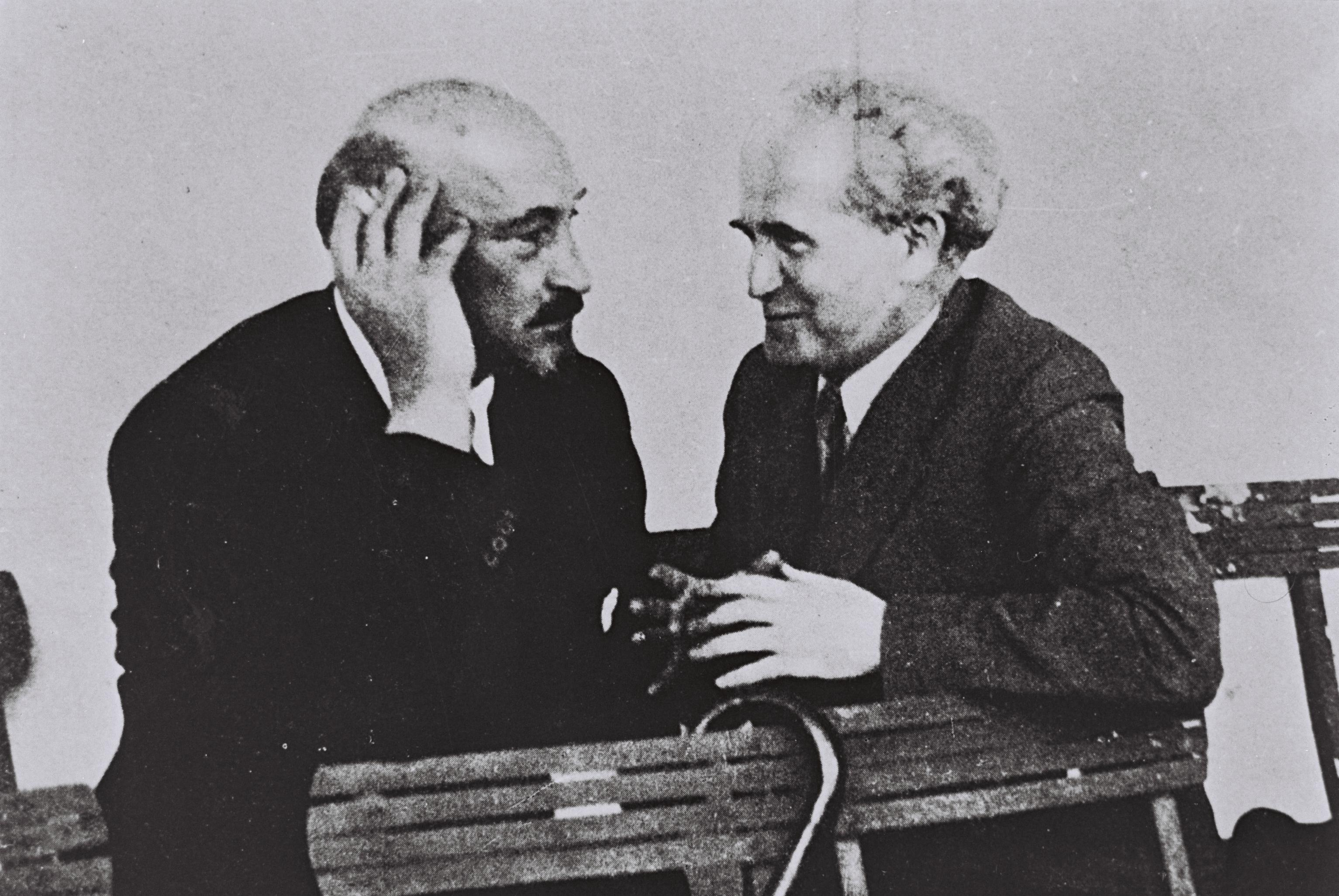
Chaim Weizmann en David Ben-Gurion in 1945.

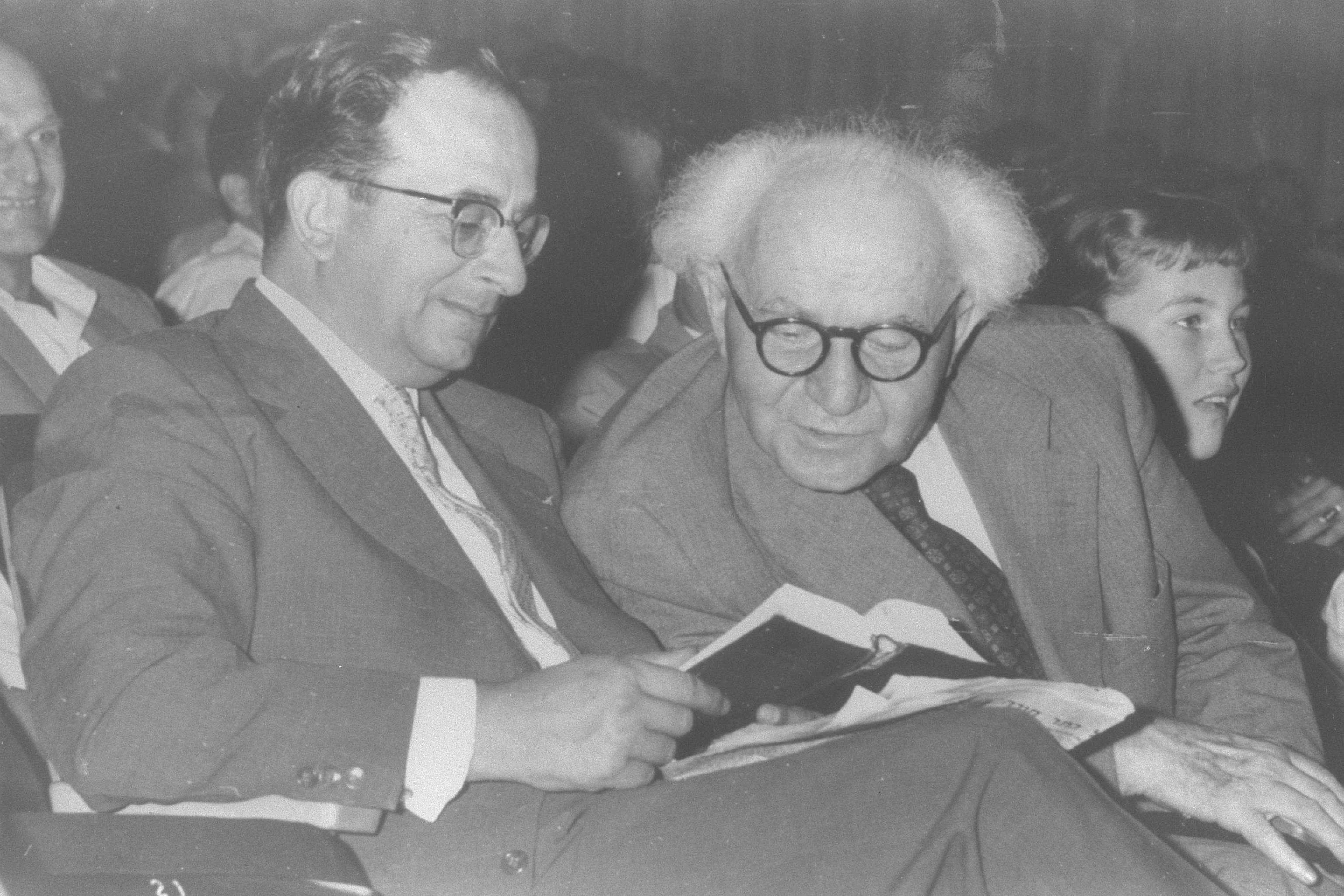
Yitzhak Navon en David Ben-Gurion in 1956.

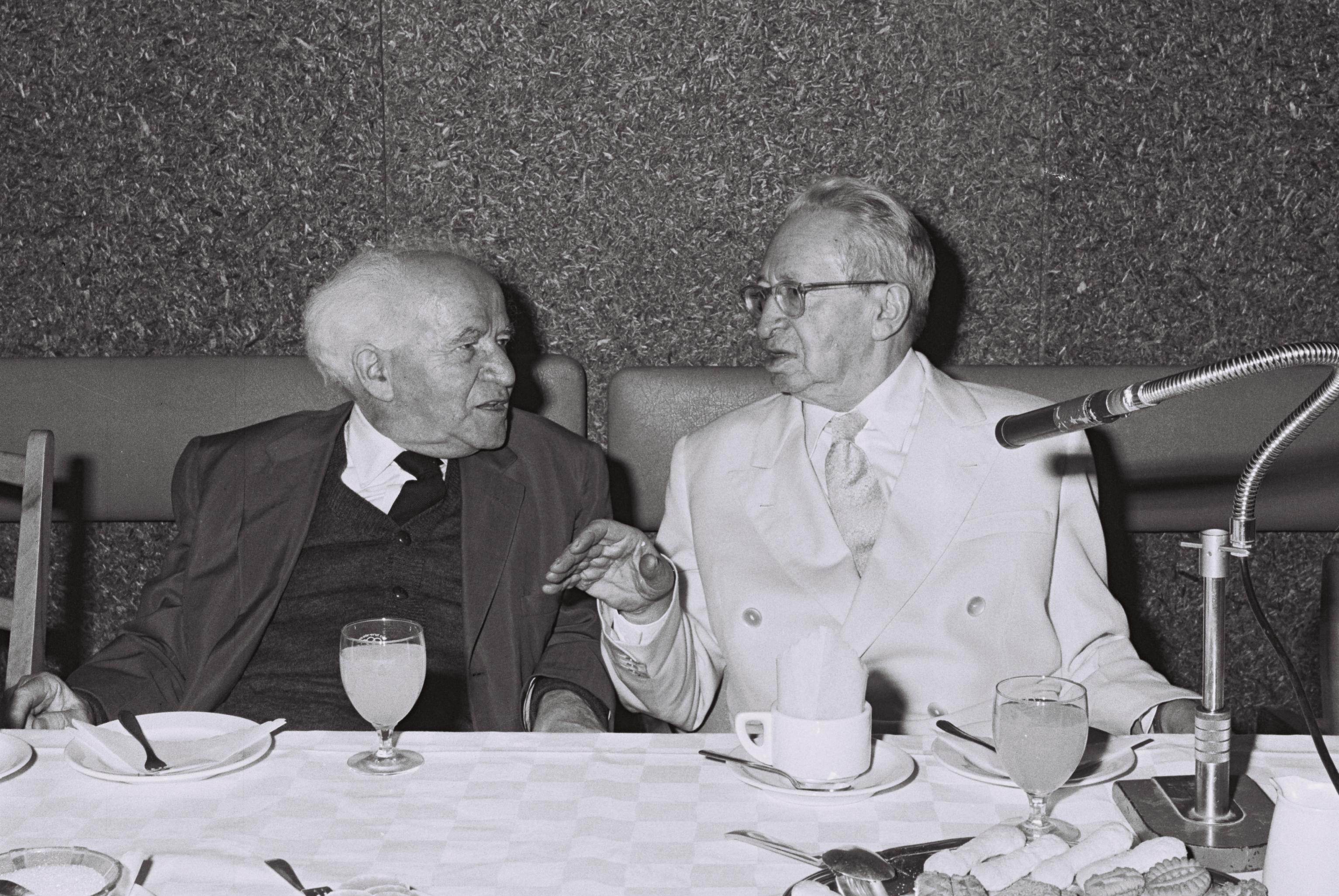
David Ben-Gurion en Itzhak Ben-Zvi in 1959.

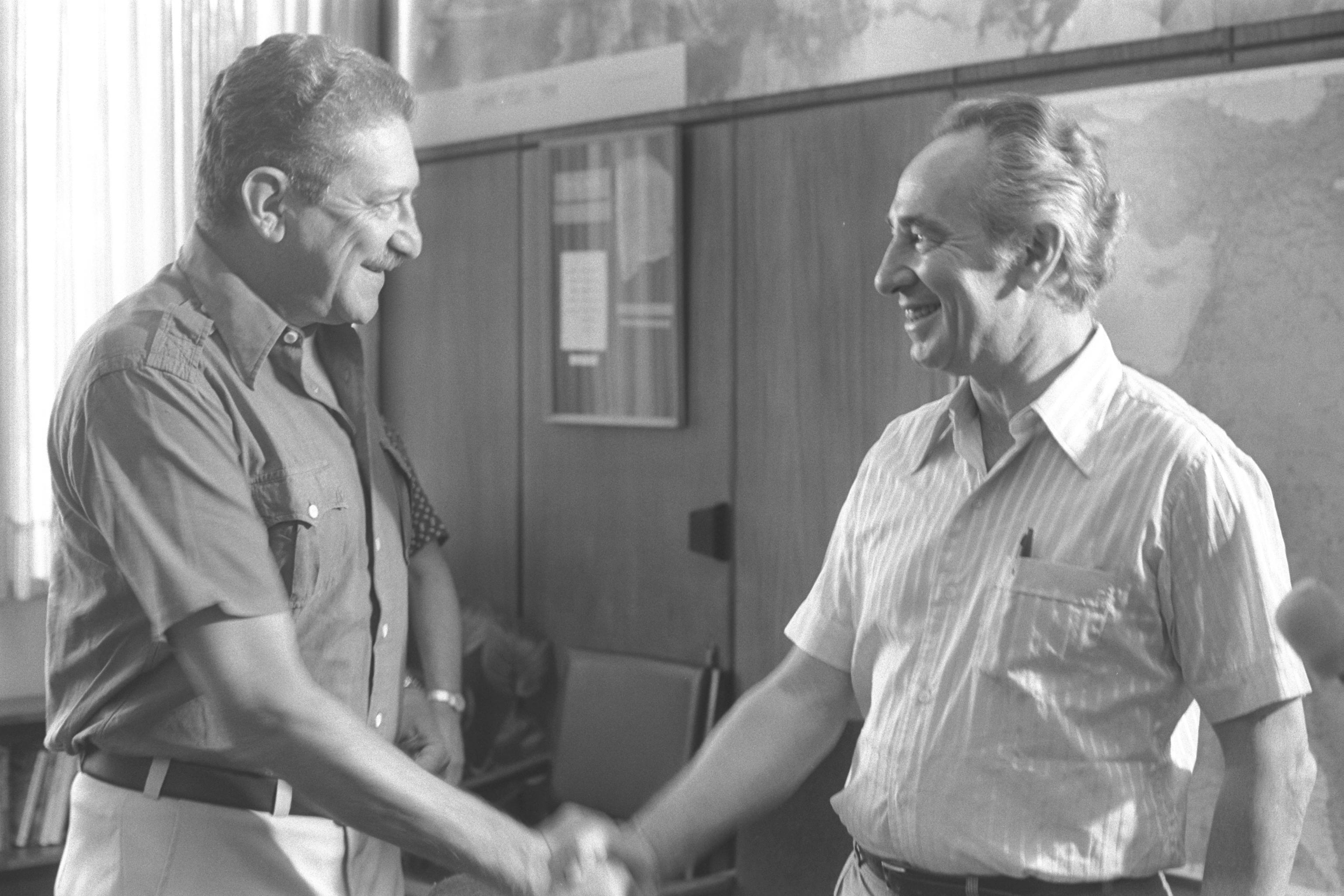
Ezer Weizman en Shimon Peres in 1977.

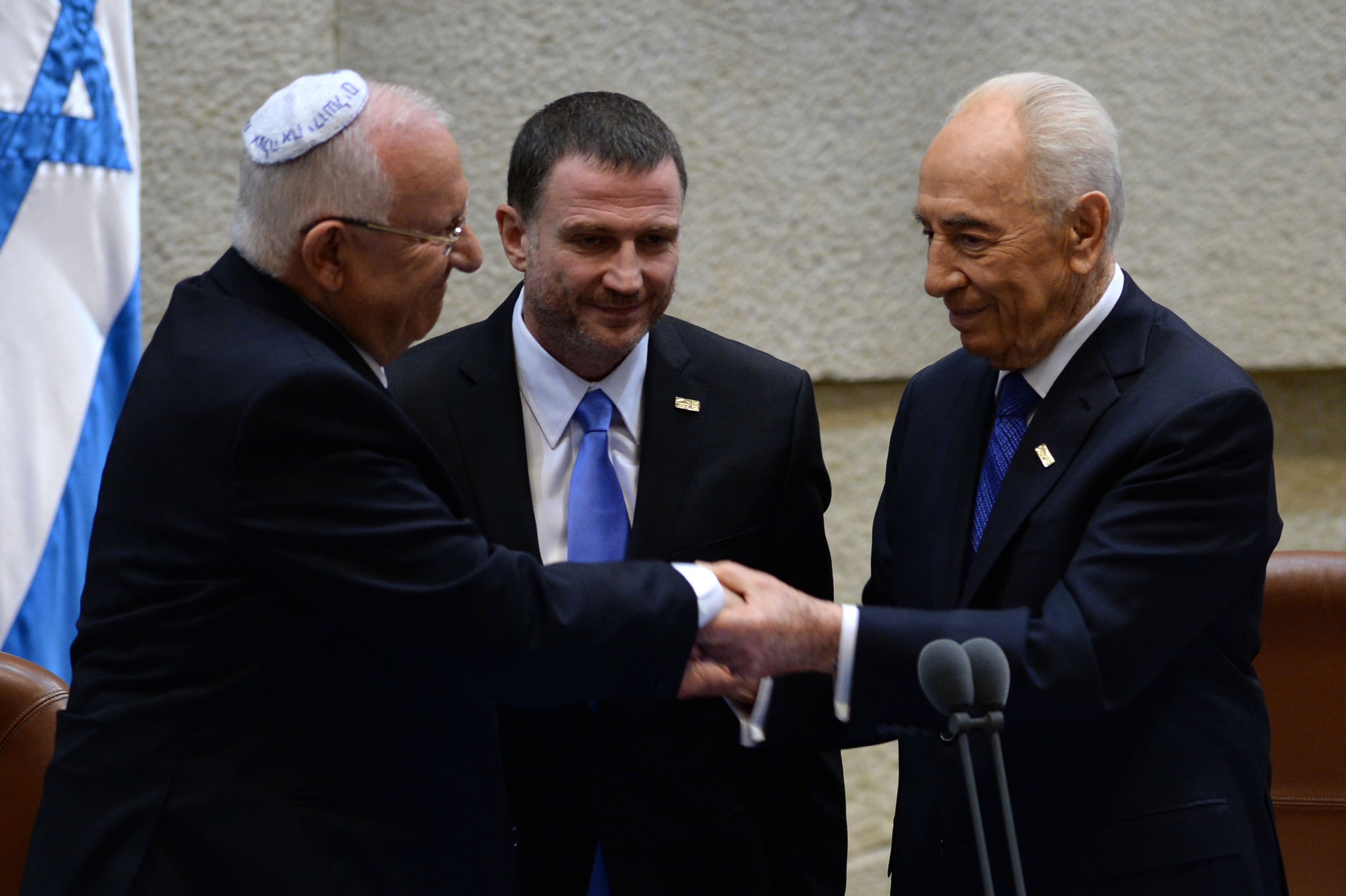
Reuven Rivlin en Shimon Peres in 2014.

Er zijn vanaf 1949 in totaal 11 presidenten geweest, waarvan vier waarnemend.

## Voorzitters van de Overgangsraad (1948-1949)
| Nr. | Voorzitter van de Overgangsraad יו"ר מועצת המעבר | Voorzitter van de Overgangsraad יו"ר מועצת המעבר | Voorzitter van de Overgangsraad יו"ר מועצת המעבר | Ambtstermijn | Ambtstermijn     | Partij(en)          |
| --- | ------------------------------------------------ | ------------------------------------------------ | ------------------------------------------------ | ------------ | ---------------- | ------------------- |
| 1   |                                                  | David Ben-Gurion                                 | David Ben-Gurion דָּוִד בֶּן-גּוּרִיּוֹן (1886–1973)       | 14 mei 1948  | 16 mei 1948      | Mapai               |
| 2   |                                                  | Chaim Weizmann                                   | Chaim Weizmann חיים ויצמן (1874–1952)            | 16 mei 1948  | 17 februari 1949 | Verenigde Zionisten |

## Presidenten van Israël (1949-heden)
| Nr.   | President van Israël נְשִׂיא מְדִינַת יִשְׂרָאֵל | President van Israël נְשִׂיא מְדִינַת יִשְׂרָאֵל | President van Israël נְשִׂיא מְדִינַת יִשְׂרָאֵל    | Ambtstermijn     | Ambtstermijn     | Partij(en)              | Verkiezing(en) |
| ----- | ------------------------------------- | ------------------------------------- | ---------------------------------------- | ---------------- | ---------------- | ----------------------- | -------------- |
| 1     |                                       | Chaim Weizmann                        | Chaim Weizmann חיים ויצמן (1874–1952)    | 17 februari 1949 | 9 november 1952  | Verenigde Zionisten     | 1949           |
| 1     | 1951                                  | Chaim Weizmann                        | Chaim Weizmann חיים ויצמן (1874–1952)    | 17 februari 1949 | 9 november 1952  | Verenigde Zionisten     |                |
| [ 2 ] |                                       | Josef Sprinzak                        | Josef Sprinzak יוסף שפרינצק (1885–1959)  | 9 november 1952  | 16 december 1952 | Mapai                   |                |
| 2     |                                       | Itzhak Ben-Zvi                        | Itzhak Ben-Zvi יצחק בן-צבי (1884–1963)   | 16 december 1952 | 23 april 1963    | Mapai                   | 1952           |
| 2     | 1957                                  | Itzhak Ben-Zvi                        | Itzhak Ben-Zvi יצחק בן-צבי (1884–1963)   | 16 december 1952 | 23 april 1963    | Mapai                   |                |
| 2     | 1962                                  | Itzhak Ben-Zvi                        | Itzhak Ben-Zvi יצחק בן-צבי (1884–1963)   | 16 december 1952 | 23 april 1963    | Mapai                   |                |
| [ 3 ] |                                       | Kadish Luz                            | Kadish Luz קדיש לוז (1895–1972)          | 23 april 1963    | 21 mei 1963      | Mapai                   |                |
| 3     |                                       | Zalman Shazar                         | Zalman Shazar זלמן שז"ר (1889–1974)      | 21 mei 1963      | 24 mei 1973      | Mapai (1963–68)         | 1963           |
| 3     | Arbeidspartij (1968–73)               | Zalman Shazar                         | Zalman Shazar זלמן שז"ר (1889–1974)      | 21 mei 1963      | 24 mei 1973      |                         | 1963           |
| 3     | 1968                                  | Zalman Shazar                         | Zalman Shazar זלמן שז"ר (1889–1974)      | 21 mei 1963      | 24 mei 1973      |                         |                |
| 4     |                                       | Ephraim Katzir                        | Ephraim Katzir אפרים קציר (1916–2009)    | 24 mei 1973      | 29 mei 1978      | Arbeidspartij           | 1973           |
| 5     |                                       | Yitzhak Navon                         | Yitzhak Navon יצחק נבון (1921–2015)      | 29 mei 1978      | 5 mei 1983       | Arbeidspartij           | 1978           |
| 6     |                                       | Chaim Herzog                          | Aluf Chaim Herzog חיים הרצוג (1918–1997) | 5 mei 1983       | 13 mei 1993      | Arbeidspartij           | 1983           |
| 6     | 1988                                  | Chaim Herzog                          | Aluf Chaim Herzog חיים הרצוג (1918–1997) | 5 mei 1983       | 13 mei 1993      | Arbeidspartij           |                |
| 7     |                                       | Ezer Weizman                          | Aluf Ezer Weizman עזר ויצמן (1924–2005)  | 13 mei 1993      | 13 juli 2000     | Arbeidspartij           | 1993           |
| 7     | 1998                                  | Ezer Weizman                          | Aluf Ezer Weizman עזר ויצמן (1924–2005)  | 13 mei 1993      | 13 juli 2000     | Arbeidspartij           |                |
| [ 5 ] |                                       | Abraham Burg                          | Abraham Burg אברהם בורג (1955)           | 13 juli 2000     | 1 augustus 2000  | Arbeidspartij           |                |
| 8     |                                       | Moshe Katsav                          | Moshe Katsav משה קצב (1945)              | 1 augustus 2000  | 1 juli 2007      | Likoed                  | 2000           |
| [ 7 ] |                                       | Dalia Itzik                           | Dalia Itzik דליה איציק (1952)            | 1 juli 2007      | 15 juli 2007     | Kadima                  | 2000           |
| 9     |                                       | Shimon Peres                          | Shimon Peres שמעון פרס (1923–2016)       | 15 juli 2007     | 24 juli 2014     | Kadima                  | 2007           |
| 10    |                                       | Reuven Rivlin                         | Reuven Rivlin ראובן ריבלין (1939)        | 24 juli 2014     | 7 juli 2021      | Likoed                  | 2014           |
| 11    |                                       | Yitzhak Herzog                        | Yitzhak Herzog יצחק הרצוג (1960)         | 7 juli 2021      | heden            | Arbeidspartij (2021–24) | 2021           |
| 11    | Democratische Partij (vanaf 2024)     | Yitzhak Herzog                        | Yitzhak Herzog יצחק הרצוג (1960)         | 7 juli 2021      | heden            |                         | 2021           |